# Meslay-le-Grenet
Meslay-le-Grenet is een gemeente in het Franse departement Eure-et-Loir (regio Centre-Val de Loire) en telt 315 inwoners (2005). De plaats maakt deel uit van het arrondissement Chartres.

## Geografie
De oppervlakte van Meslay-le-Grenet bedraagt 8,9 km², de bevolkingsdichtheid is 35,4 inwoners per km².
De onderstaande kaart toont de ligging van Meslay-le-Grenet met de belangrijkste infrastructuur en aangrenzende gemeenten.

## Demografie
Onderstaande figuur toont het verloop van het inwonertal (bron: INSEE-tellingen).